# 数字光处理

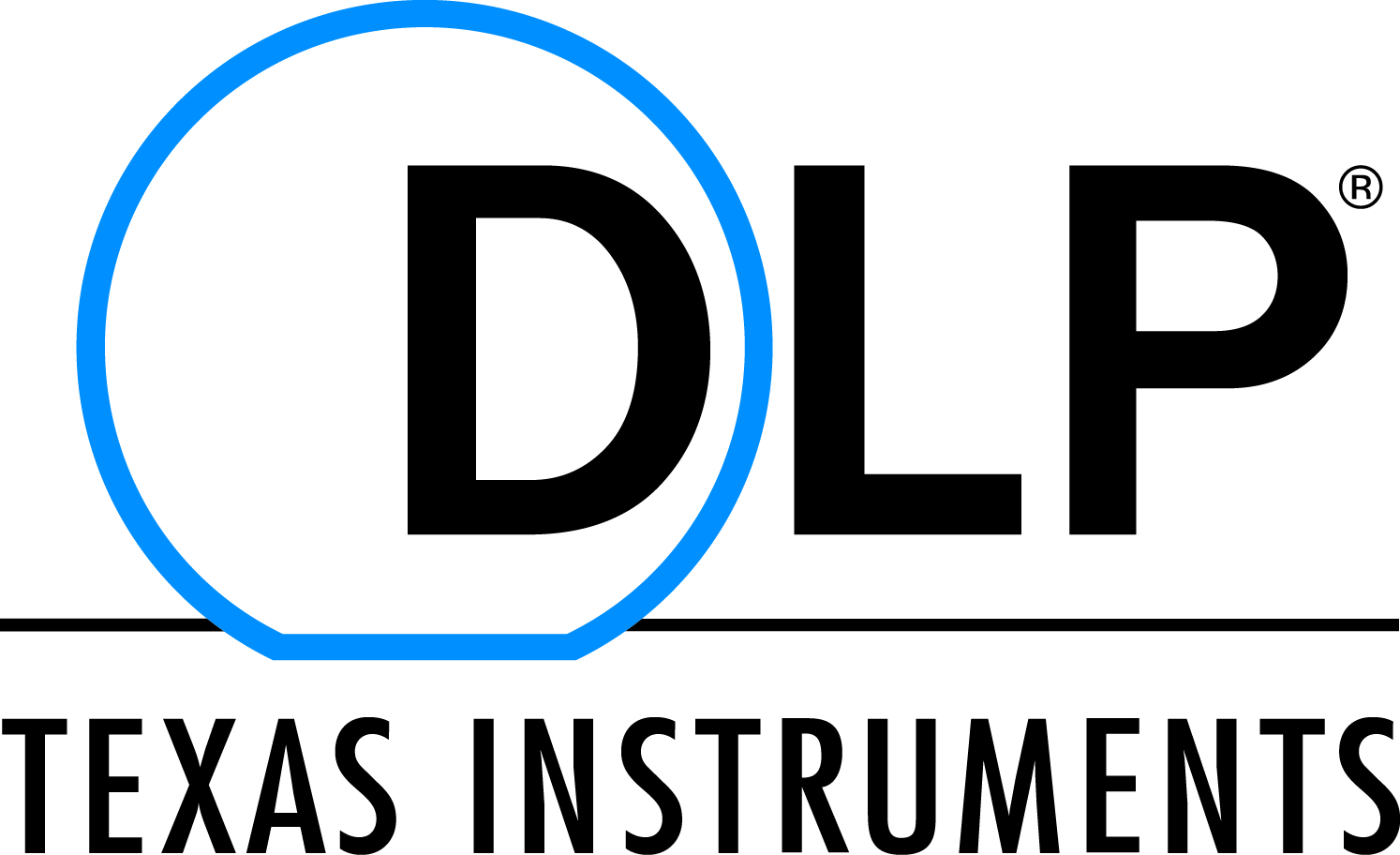
德州仪器DLP注册商標

数字光处理（Digital Light Processing，缩写：DLP）是一项使用在投影仪和背投电视中的显像技术。DLP技术最早是由德州仪器开发的，德州仪器至今仍然是此项技术的主要供应商。现在，DLP技术被很多许可制造商所采用，他们销售的产品都是基于德州仪器芯片组的。德国德累斯顿Fraunhofer学院（The Fraunhofer Institute of Dresden）也生产有着特殊用途的数字光处理器，并把它称作空间光调节器（Spatial Light Modulators，SLM）。例如，瑞典Micronic激光系统公司（Micronic Laser Systems of Sweden）就在其开发的Sigma印版硅模板刻印机中，利用Fraunhofer生产的空间光调节器来生成远紫外线图像。
在DLP投影仪中，图像是由DMD（Digital Micromirror Device）产生的。DMD是在半导体芯片上布置一个由微镜片（精密、微型的反射镜）所组成的矩阵，每一个微镜片控制投影画面中的一个像素。微镜片的数量与投影画面的分辨率相符，800×600、1024×768、1280×720和1920 x 1080（HDTV）是一些常见的DMD的尺寸。
这些微镜片在数字驱动信号的控制下能够迅速改变角度，一旦接收到相应信号，微镜片就会倾斜10°，从而使入射光的反射方向改变。处于投影状态的微镜片被示为“开”，并随数字信号而倾斜+10°；如果微镜片处于非投影状态，则被示为“关”，并倾斜-10°。与此同时，“开”状态下被反射出去的入射光通过投影透镜将影像投影到屏幕上；而“关”状态下反射在微镜片上的入射光被光吸收器吸收。
本质上来说，微镜片的角度只有两种状态：“开”和“关”。微镜片在两种状态间切换的频率是可以变化的，这使得DMD反射出的光线呈现出黑（微镜片处于“关”状态）与白（微镜片处于“开”状态）之间的各种灰度。DLP投影仪主要通过两种方法来产生彩色图像，这两种方法分别被用在单片DLP投影仪和三片DLP投影仪中。

## 单片DLP投影仪
单片DLP投影仪内部只安装一片DMD芯片，颜色是通过在光源与DMD之间安装一个色轮来产生的。色轮通常被分为四个区域：红区、绿区、蓝区和一个用来增加亮度的透明区域。由于透明区域会减弱色彩的饱和度，所以在某些型号的投影仪中可能会被禁用或者干脆省略掉。
DMD芯片与色轮的转动保持同步，这样，当色轮中蓝色部分位于光源前面的时候，DMD就显示画面中蓝色的部分。红色和绿色的情况也非常类似。红、绿、蓝三种画面按照顺序以非常高的速度被投射出来，因此观察者就能看见合成的“全彩色”画面了。在早期的型号中，每显示一帧画面，色轮只旋转一周。后期的型号中，色轮按照帧速率的两到三倍旋转，其中也有一些型号同时将色轮上的颜色区域重复两次，这意味着红绿蓝三色序列图像将在一帧之中重复六次。

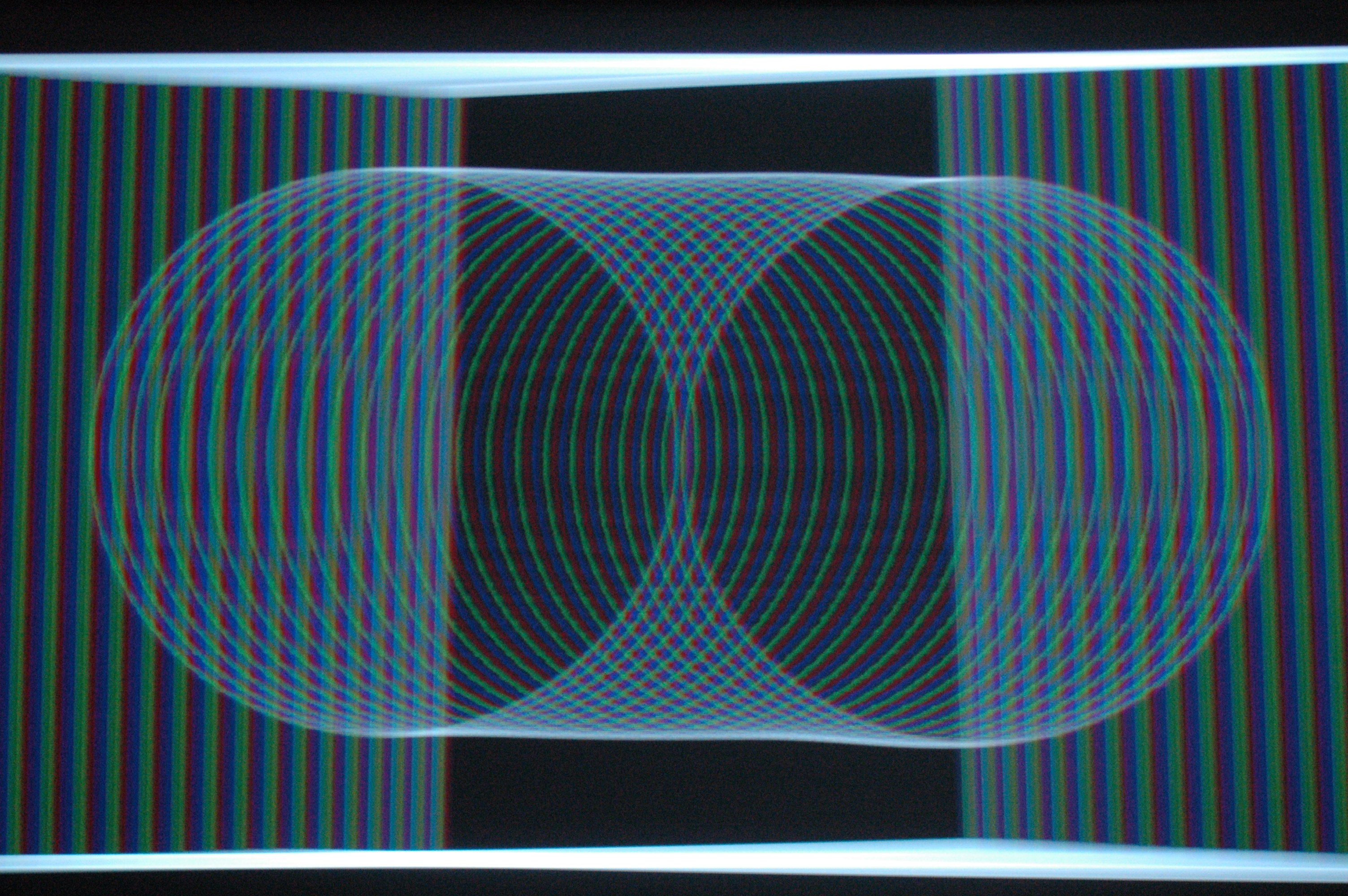
彩虹效应

### DLP的“彩虹效应”
简而言之，此种视觉现象可以被简单地理解为可感知的红绿蓝三色闪光留下的“影子”，这种现象经常发生的场合大多为明亮（白色）的物体出现在几乎全暗（黑色）的背景上，例如大多数影片（《不可逆转》即为特例）的结尾制作人员名单滚动字幕中。彩虹现象对于有些人来说，他们是一直可以看到的，而有些人就很少能看到，除非他们把自己的头沿着画面进行快速转动。甚至还有一些人从来都没有感受到彩虹现象。其实，这种现象的产生原因，来自于闪烁融合阈限概念（Flicker fusion threshold，一种心理物理學概念）。
右边显示的是，在长时间曝光条件下，一个白色圆圈在沿水平位置上移动的摄像机中的图像。看起来白色光很明显地分成了彩色分量。彩虹现象就是在类似情形下被肉眼所观察到的。右图的多个圆圈表示了在视频中每一个单桢画面的情况，与彩虹现象并无直接关系。
“彩虹效应”是单片DLP投影仪所特有的现象。如前所述，因为单片DLP投影仪使用一个色轮来控制颜色，那么在任一特定时刻，屏幕上出现的其实只有一种颜色。如果人的目光在投影屏幕前快速晃动，那么合成画面的组合颜色（任一个特定时刻的红绿蓝三种颜色的画面）将会是对肉眼可见的。单片DLP投影仪的生产商使用更快的色轮转速，以及更多的色轮颜色段数来消除这一先天缺陷，这就是我们现在在市场上所看到的2倍速、3倍速或者4倍速色轮了。例如，一个六段色轮（红绿蓝红绿蓝）以2倍速的转速转动，那么其带来的结果将是4倍速色轮。另外一种方法是将分段色轮变为阿基米德螺旋色轮，这样的色轮是使颜色在屏幕的上下移动。普通的分段式色轮在颜色与颜色的转换之间会有一个短暂的暂停，这就意味着如果色轮的颜色段数越多投影图像就会越暗一些（反之段数越少图像越明亮）。使用了螺旋色轮，微镜器件就会在同一时刻在屏幕上投射出不止一种颜色，每一种颜色都随着色轮的转动而上下移动。

## 三片DLP投影仪
三片DLP投影仪内部安装三片DMD芯片，光源发出的光被棱镜分离成三路，这三路光线经过滤光分别成为红、绿、蓝三种颜色，然后分别照射到相应的DMD芯片上。最后，三束经过DMD芯片调制的光线借助棱镜再重新合并成一路光线，并通过镜头投射到屏幕上。三片DLP系统能够显示35万亿种颜色，相比之下，单片DLP系统却只能够显示1670万种颜色。

## 市场
在背投电视市场上，DLP技术正在迅速成为主角。使用DLP技术的背投电视已经销售了200多万台，并且抢占了10%的市场份额。在2004的圣诞和新年假期中，有超过50家的厂商供应此类产品，这一数字在2003年还只有18。而於數位前投影機的市場中，2006年時DLP的市場佔有率已經達到50%，與3LCD技術平分市場（依据Pacific Media市場調查）。现在，德州仪器公司总销售额的5%来自于DLP芯片组。使用DLP技术的小型独立投影单元（也称作前置投影仪）在办公室演示和家庭影院中也变得非常流行。 
优点：
- 图像平滑流畅
- 优秀的色深以及对比度
- 不会烧屏
- 消除了传统LCD技术本身的網格效應缺点，能够得到无缝画质
- DLP背投电视比CRT电视更小、更薄、更轻
- 光源可更换，因此潜在寿命比CRT和等离子显示器更长
- 光源的更换比LCD投影仪更为简便，通常可由用户自己进行

缺点：
- 在单片设计中，一些人能够观察到“彩虹效应”
- 重量上与LCD或等离子显示器相差不大，但是却比它们要厚
- 存在风扇噪音

### DLP与LCoS
与DLP技术最为接近的技术是硅基液晶。该技术使用一个芯片表面上的固定光镜，并通过液晶阵列来控制光线反射的强弱，来投射最终构成的画面。

## 腳註
1. ↑  数字微镜器件 的存檔，存档日期2012-05-05.